# Josef Gabriel der Ältere

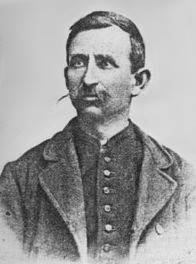
Josef Gabriel der Ältere

Josef Gabriel der Ältere (* 1853 in Mercydorf, Kaisertum Österreich; † 1927 ebendort) war ein österreichisch-ungarischer Mundartdichter aus dem Banat.

## Leben
Josef Gabriel entstammte der Volksgruppe der Banater Schwaben und besuchte in Mercydorf die Grundschule. Von klein auf war er in den Landwirtschaftsbetrieb seiner Eltern eingebunden und behielt diese Tätigkeit als Erwachsener bei. Er studierte selbständig die deutsche Sprache und veröffentlichte seine ersten Gedichte im Alter von 21 Jahren. Gabriel war dreimal verheiratet und hatte neun Kinder. Er wurde von der deutschsprachigen bäuerlichen Bevölkerung Mercydorfs respektiert, wurde jedoch von der gebildeten magyarischen Dorfelite als „Pangermanist“ eingeschätzt.
Er trägt den Namenszusatz „der Ältere“ zur Unterscheidung von seinem Neffen, dem deutschen Dichter Josef Gabriel der Jüngere.
1934 wurde anlässlich der 200-Jahr-Feier der Ortsgründung von Mercydorf eine Gedenktafel an seinem Geburtshaus angebracht.

## Veröffentlichungen
- Gedichte von Josef Gabriel. Landmann. In zwei Abteilungen. I: Abteilung: Lyrische Gedichte, II. Abteilung: Gedichte in banat-schwäbischer Mundart, Selbstverlag, Temesvar 1889
- Josef Gabriel der Ältere. Gedichte. Aus dem Nachlass ausgewählt und eingeleitet von Hans Diplich, Temeswar 1937
- Schwowische Gsätzle ausm Banat. Gedichte in Banater schwäbischer Mundart. Verlag des Hauses für Volkskunstschaffen, Timișoara 1969.
- Ausgewählte Werke, Josef Gabriel der Ältere / Josef Gabriel der Jüngere. Freiburg im Breisgau 1985.